# Championnat du monde masculin de curling 1971
Navigation
Édition précédente Édition suivante
Le Championnat du monde masculin de curling 1971 (nom officiel : Air Canada Silver Broom) est le 13e championnat du monde masculin de curling.

Il a été organisé en France dans la ville de Megève dans le Palais des sports du 16 au 21 mars 1971.

## Équipes
| Canada | France | Allemagne                                                                                             | Norvège |
| Granite CC, Winnipeg, Manitoba Skip: Don Duguid Third: Rod Hunter Second: Jim Pettapiece Lead: Bryan Wood    | Mont d'Arbois CC, Megève Skip: Pierre Boan Third: André Mabboux Second: André Tronc Lead: Richard Duvillard | EC Oberstdorf Skip: Manfred Räderer Third: Peter Jacoby Second: Peder Ledosquet Lead: Hansjörg Jacoby | Stabekk CC, Oslo Skip: Knut Bjaanaes Third: Sven Kroken Second: Per Dammen Lead: Kjell Ulrichsen            |
| Écosse | Suède | Suisse                                                                                                | États-Unis                                                                                                  |
| Oxenfoord CC, Edinburgh Skip: James Sanderson Third: Willie Sanderson Second: Iain Baxter Lead: Colin Baxter | IF Göta, Karlstad Skip: Kjell Grengmark* Fourth: Roy Berglöf Second: Erik Berglöf Lead: Lars-Erik Håkansson | Zug CC Skip: Cesare Canepa Third: Werner Oswald Second: Jakob Kluser Lead: Hans-Ruedi Werren          | Edmore CC, North Dakota Skip: Dale Dalziel Third: Dennis Melland Second: Clark Sampson Lead: Rodney Melland |

*Throws third rocks.

## Classement
| Pays       | Skip            | V | D |
| ---------- | --------------- | - | - |
| Canada     | Don Duguid      | 7 | 0 |
| Écosse     | James Sanderson | 5 | 2 |
| États-Unis | Dale Dalziel    | 4 | 3 |
| Suisse     | Cesare Canepa   | 3 | 4 |
| Suède      | Kjell Grengmark | 3 | 4 |
| France     | Pierre Boan     | 2 | 5 |
| Allemagne  | Manfred Räderer | 2 | 5 |
| Norvège    | Knut Bjaanaes   | 2 | 5 |

*Légende: V = Victoire - D = Défaite

## Résultats

### Match 1
| Équipes         | 1 | 2 | 3 | 4 | 5 | 6 | 7 | 8 | 9 | 10 | Total |
| --------------- | - | - | - | - | - | - | - | - | - | -- | ----- |
| Canada (Duguid) | – | – | – | – | – | – | – | – | – | –  | 9     |
| Suisse (Canepa) | – | – | – | – | – | – | – | – | – | –  | 5     |

| Équipes             | 1 | 2 | 3 | 4 | 5 | 6 | 7 | 8 | 9 | 10 | Total |
| ------------------- | - | - | - | - | - | - | - | - | - | -- | ----- |
| Écosse (Sanderson)  | – | – | – | – | – | – | – | – | – | –  | 7     |
| Allemagne (Räderer) | – | – | – | – | – | – | – | – | – | –  | 6     |

| Équipes           | 1 | 2 | 3 | 4 | 5 | 6 | 7 | 8 | 9 | 10 | Total |
| ----------------- | - | - | - | - | - | - | - | - | - | -- | ----- |
| Suède (Grengmark) | – | – | – | – | – | – | – | – | – | –  | 13    |
| France (Boan)     | – | – | – | – | – | – | – | – | – | –  | 3     |

| Équipes              | 1 | 2 | 3 | 4 | 5 | 6 | 7 | 8 | 9 | 10 | Total |
| -------------------- | - | - | - | - | - | - | - | - | - | -- | ----- |
| Norvège (Bjaanaes)   | – | – | – | – | – | – | – | – | – | –  | 6     |
| États-Unis (Dalziel) | – | – | – | – | – | – | – | – | – | –  | 5     |

### Match 2
| Équipes            | 1 | 2 | 3 | 4 | 5 | 6 | 7 | 8 | 9 | 10 | Total |
| ------------------ | - | - | - | - | - | - | - | - | - | -- | ----- |
| Écosse (Sanderson) | – | – | – | – | – | – | – | – | – | –  | 11    |
| Suède (Grengmark)  | – | – | – | – | – | – | – | – | – | –  | 3     |

| Équipes              | 1 | 2 | 3 | 4 | 5 | 6 | 7 | 8 | 9 | 10 | Total |
| -------------------- | - | - | - | - | - | - | - | - | - | -- | ----- |
| Canada (Duguid)      | – | – | – | – | – | – | – | – | – | –  | 9     |
| États-Unis (Dalziel) | – | – | – | – | – | – | – | – | – | –  | 5     |

| Équipes            | 1 | 2 | 3 | 4 | 5 | 6 | 7 | 8 | 9 | 10 | Total |
| ------------------ | - | - | - | - | - | - | - | - | - | -- | ----- |
| Suisse (Canepa)    | – | – | – | – | – | – | – | – | – | –  | 9     |
| Norvège (Bjaanaes) | – | – | – | – | – | – | – | – | – | –  | 6     |

| Équipes             | 1 | 2 | 3 | 4 | 5 | 6 | 7 | 8 | 9 | 10 | Total |
| ------------------- | - | - | - | - | - | - | - | - | - | -- | ----- |
| France (Boan)       | – | – | – | – | – | – | – | – | – | –  | 11    |
| Allemagne (Räderer) | – | – | – | – | – | – | – | – | – | –  | 9     |

### Match 3
| Équipes              | 1 | 2 | 3 | 4 | 5 | 6 | 7 | 8 | 9 | 10 | Total |
| -------------------- | - | - | - | - | - | - | - | - | - | -- | ----- |
| États-Unis (Dalziel) | – | – | – | – | – | – | – | – | – | –  | 12    |
| Suisse (Canepa)      | – | – | – | – | – | – | – | – | – | –  | 4     |

| Équipes             | 1 | 2 | 3 | 4 | 5 | 6 | 7 | 8 | 9 | 10 | Total |
| ------------------- | - | - | - | - | - | - | - | - | - | -- | ----- |
| Allemagne (Räderer) | – | – | – | – | – | – | – | – | – | –  | 7     |
| Suède (Grengmark)   | – | – | – | – | – | – | – | – | – | –  | 3     |

| Équipes            | 1 | 2 | 3 | 4 | 5 | 6 | 7 | 8 | 9 | 10 | Total |
| ------------------ | - | - | - | - | - | - | - | - | - | -- | ----- |
| France (Boan)      | – | – | – | – | – | – | – | – | – | –  | 9     |
| Écosse (Sanderson) | – | – | – | – | – | – | – | – | – | –  | 7     |

| Équipes            | 1 | 2 | 3 | 4 | 5 | 6 | 7 | 8 | 9 | 10 | Total |
| ------------------ | - | - | - | - | - | - | - | - | - | -- | ----- |
| Canada (Duguid)    | – | – | – | – | – | – | – | – | – | –  | 7     |
| Norvège (Bjaanaes) | – | – | – | – | – | – | – | – | – | –  | 6     |

### Match 4
| Équipes            | 1 | 2 | 3 | 4 | 5 | 6 | 7 | 8 | 9 | 10 | Total |
| ------------------ | - | - | - | - | - | - | - | - | - | -- | ----- |
| Écosse (Sanderson) | – | – | – | – | – | – | – | – | – | –  | 8     |
| Norvège (Bjaanaes) | – | – | – | – | – | – | – | – | – | –  | 4     |

| Équipes         | 1 | 2 | 3 | 4 | 5 | 6 | 7 | 8 | 9 | 10 | Total |
| --------------- | - | - | - | - | - | - | - | - | - | -- | ----- |
| Canada (Duguid) | – | – | – | – | – | – | – | – | – | –  | 9     |
| France (Boan)   | – | – | – | – | – | – | – | – | – | –  | 5     |

| Équipes              | 1 | 2 | 3 | 4 | 5 | 6 | 7 | 8 | 9 | 10 | Total |
| -------------------- | - | - | - | - | - | - | - | - | - | -- | ----- |
| États-Unis (Dalziel) | – | – | – | – | – | – | – | – | – | –  | 14    |
| Allemagne (Räderer)  | – | – | – | – | – | – | – | – | – | –  | 4     |

| Équipes           | 1 | 2 | 3 | 4 | 5 | 6 | 7 | 8 | 9 | 10 | Total |
| ----------------- | - | - | - | - | - | - | - | - | - | -- | ----- |
| Suède (Grengmark) | – | – | – | – | – | – | – | – | – | –  | 6     |
| Suisse (Canepa)   | – | – | – | – | – | – | – | – | – | –  | 5     |

### Match 5
| Équipes           | 1 | 2 | 3 | 4 | 5 | 6 | 7 | 8 | 9 | 10 | Total |
| ----------------- | - | - | - | - | - | - | - | - | - | -- | ----- |
| Canada (Duguid)   | – | – | – | – | – | – | – | – | – | –  | 10    |
| Suède (Grengmark) | – | – | – | – | – | – | – | – | – | –  | 6     |

| Équipes            | 1 | 2 | 3 | 4 | 5 | 6 | 7 | 8 | 9 | 10 | Total |
| ------------------ | - | - | - | - | - | - | - | - | - | -- | ----- |
| Norvège (Bjaanaes) | – | – | – | – | – | – | – | – | – | –  | 4     |
| France (Boan)      | – | – | – | – | – | – | – | – | – | –  | 3     |

| Équipes             | 1 | 2 | 3 | 4 | 5 | 6 | 7 | 8 | 9 | 10 | Total |
| ------------------- | - | - | - | - | - | - | - | - | - | -- | ----- |
| Suisse (Canepa)     | – | – | – | – | – | – | – | – | – | –  | 9     |
| Allemagne (Räderer) | – | – | – | – | – | – | – | – | – | –  | 3     |

| Équipes              | 1 | 2 | 3 | 4 | 5 | 6 | 7 | 8 | 9 | 10 | Total |
| -------------------- | - | - | - | - | - | - | - | - | - | -- | ----- |
| Écosse (Sanderson)   | – | – | – | – | – | – | – | – | – | –  | 6     |
| États-Unis (Dalziel) | – | – | – | – | – | – | – | – | – | –  | 4     |

### Match 6
| Équipes              | 1 | 2 | 3 | 4 | 5 | 6 | 7 | 8 | 9 | 10 | Total |
| -------------------- | - | - | - | - | - | - | - | - | - | -- | ----- |
| États-Unis (Dalziel) | – | – | – | – | – | – | – | – | – | –  | 12    |
| France (Boan)        | – | – | – | – | – | – | – | – | – | –  | 4     |

| Équipes            | 1 | 2 | 3 | 4 | 5 | 6 | 7 | 8 | 9 | 10 | Total |
| ------------------ | - | - | - | - | - | - | - | - | - | -- | ----- |
| Écosse (Sanderson) | – | – | – | – | – | – | – | – | – | –  | 7     |
| Suisse (Canepa)    | – | – | – | – | – | – | – | – | – | –  | 6     |

| Équipes            | 1 | 2 | 3 | 4 | 5 | 6 | 7 | 8 | 9 | 10 | Total |
| ------------------ | - | - | - | - | - | - | - | - | - | -- | ----- |
| Suède (Grengmark)  | – | – | – | – | – | – | – | – | – | –  | 9     |
| Norvège (Bjaanaes) | – | – | – | – | – | – | – | – | – | –  | 6     |

| Équipes             | 1 | 2 | 3 | 4 | 5 | 6 | 7 | 8 | 9 | 10 | Total |
| ------------------- | - | - | - | - | - | - | - | - | - | -- | ----- |
| Canada (Duguid)     | – | – | – | – | – | – | – | – | – | –  | 8     |
| Allemagne (Räderer) | – | – | – | – | – | – | – | – | – | –  | 4     |

### Match 7
| Équipes             | 1 | 2 | 3 | 4 | 5 | 6 | 7 | 8 | 9 | 10 | Total |
| ------------------- | - | - | - | - | - | - | - | - | - | -- | ----- |
| Allemagne (Räderer) | – | – | – | – | – | – | – | – | – | –  | 5     |
| Norvège (Bjaanaes)  | – | – | – | – | – | – | – | – | – | –  | 4     |

| Équipes              | 1 | 2 | 3 | 4 | 5 | 6 | 7 | 8 | 9 | 10 | Total |
| -------------------- | - | - | - | - | - | - | - | - | - | -- | ----- |
| États-Unis (Dalziel) | – | – | – | – | – | – | – | – | – | –  | 3     |
| Suède (Grengmark)    | – | – | – | – | – | – | – | – | – | –  | 2     |

| Équipes            | 1 | 2 | 3 | 4 | 5 | 6 | 7 | 8 | 9 | 10 | Total |
| ------------------ | - | - | - | - | - | - | - | - | - | -- | ----- |
| Canada (Duguid)    | – | – | – | – | – | – | – | – | – | –  | 10    |
| Écosse (Sanderson) | – | – | – | – | – | – | – | – | – | –  | 6     |

| Équipes         | 1 | 2 | 3 | 4 | 5 | 6 | 7 | 8 | 9 | 10 | Total |
| --------------- | - | - | - | - | - | - | - | - | - | -- | ----- |
| Suisse (Canepa) | – | – | – | – | – | – | – | – | – | –  | 6     |
| France (Boan)   | – | – | – | – | – | – | – | – | – | –  | 5     |

### Tiebreak
| Équipes           | 1 | 2 | 3 | 4 | 5 | 6 | 7 | 8 | 9 | 10 | Total |
| ----------------- | - | - | - | - | - | - | - | - | - | -- | ----- |
| Suisse (Canepa)   | – | – | – | – | – | – | – | – | – | –  | 9     |
| Suède (Grengmark) | – | – | – | – | – | – | – | – | – | –  | 5     |

### Playoffs
|  | Demi-finales | Demi-finales |        |   | Finale | Finale |
|  | Demi-finales | Demi-finales |        |   | Finale | Finale |
|  |              |              |        |   |        |        |
|  |              |              |        |   |        |        |
|  |              |              |        |   |        |        |
|  | Canada       | 9            |        |   |        |        |
|  | Canada       | 9            |        |   |        |        |
|  | Suisse       | 5            |        |   |        |        |
|  | Suisse       | 5            | Canada | 9 |        |        |
|  |              |              | Canada | 9 |        |        |
|  |              | Écosse       | 5      |   |        |        |
|  | Écosse       | Écosse       | 5      | 7 |        |        |
|  | Écosse       |              |        | 7 |        |        |
|  | États-Unis   | 6            |        |   |        |        |
|  | États-Unis   | 6            |        |   |        |        |

| Champion du monde de curling 1971 |
| --------------------------------- |
| Canada 11e titre                  |